# Der Bautechniker
Der Bautechniker war eine österreichische Wochenzeitung, die zwischen 1880 und 1921 in Wien erschien. Verlegt wurde sie von Perles und A. Berg, die Redaktion leitete der Architekt Hans Berger. Als Beilage enthielt sie von 1907 bis 1909 die Erste österreichische Zimmermeister-Zeitung.